# Safirfacelia
Safirfacelia (Phacelia parryi) är en art i familjen strävbladiga växter som växer vilt i Kalifornien och norra Mexiko. Arten odlas som ettårig sommarblomma i Sverige.